# Pallenopsis bulbifera
Pallenopsis bulbifera är en havsspindelart som beskrevs av Munilla och Stock, J.H. 1984. Pallenopsis bulbifera ingår i släktet Pallenopsis och familjen Phoxichilidiidae. Inga underarter finns listade i Catalogue of Life.